# Saint-Germain-Nuelles
Saint-Germain-Nuelles és un municipi nou francès, creat l'1 de gener de 2013, situat al departament del Roine i a la regió d'Alvèrnia-Roine-Alps. En la data de la seua creació té 1.972 habitants.
Aquest municipi nou resulta de la fusió de Saint-Germain-sur-l'Arbresle i Nuelles.